# Adão Nunes Dornelles
Adão Nunes Dornelles, conegut com a Adãozinho, (Porto Alegre, 2 d'abril de 1923 - Porto Alegre, 30 d'agost de 1991) fou un futbolista brasiler de la dècada de 1940.

## Trajectòria
Adãozinho va néixer a Porto Alegre i jugà la major part de la seva carrera al club Internacional de dita ciutat. També jugà durant els anys 1950 al Flamengo i al XV de Jaú. Disputà tres partits amb la selecció del Brasil i participà en el Mundial de 1950.

## Palmarès
- Campionat gaúcho: 
  - 1944, 1945, 1947, 1948, 1950
- Campionat carioca: 
  - 1953